# Jogos Desportivos Centro-Americanos de 1997
Os VI Jogos Desportivos Centro-Americanos aconteceram na cidade hondurenha de San Pedro Sula.

## Delegações
- Belize
- Costa Rica
- El Salvador
- Guatemala
- Honduras
- Nicarágua
- Panamá

## Modalidades
- Atletismo
- Beisebol
- Basquetebol
- Boliche
- Boxe
- Ciclismo
- Esgrima
- Fisiculturismo
- Futebol
- Ginástica
- Halterofilismo
- Hipismo
- Judô
- Karatê
- Natação
- Pólo Aquático
- Raquetebol
- Softbol
- Taekwondo
- Tênis
- Tênis de Mesa
- Tiro
- Triatlo
- Vôlei
- Vôlei de Praia
- Xadrez
- Wrestling

## Quadro de Medalhas
| Ordem | País            | Medalha de ouro | Medalha de prata | Medalha de bronze | Total |
| ----- | --------------- | --------------- | ---------------- | ----------------- | ----- |
| 1     | ELS El Salvador | 95              | 74               | 85                | 253   |
| 2     | GUA Guatemala   | 78              | 92               | 71                | 241   |
| 3     | HON Honduras    | 53              |                  |                   |       |
| 4     | COS Costa Rica  | 39              | 40               | 60                | 139   |
| 5     | PAN Panamá      |                 |                  |                   |       |
| 6     | NIC Nicarágua   | 20              |                  |                   |       |
| 7     | BLZ Belize      |                 |                  |                   |       |
| Total |                 |                 |                  |                   |       |

| Outras informações estão ocultas na wikipédia em inglês |

Traduzido da wikipedia em inglês